# Dipteretrum inscriptum
Dipteretrum inscriptum är en kackerlacksart som först beskrevs av Walker, F. 1868.  Dipteretrum inscriptum ingår i släktet Dipteretrum och familjen småkackerlackor. Inga underarter finns listade i Catalogue of Life.